# Местийская и Верхне-Сванетская епархия
Местийская и Верхне-Сванетская епархия (груз. მესტიისა და ზემო სვანეთის ეპარქია) — епархия Грузинской православной церкви на территории Местийского муниципалитета

## История
Епархия была образована в 17 октября 2002 года решением Священного Синода Грузинской православной церкви, будучи выделена из состава Цагерской и Сванетской епархии. По словам митрополита Стефана (Калаидашвили): «Необходимость разделения была вызвана трудностями передвижения. Чтобы из Цагери доехать до верхней части Сванети требуется примерно столько же времени, сколько нужно для того, чтобы из Цагери доехать до Тбилиси».

## Епископы
- с 3 ноября 2002 — Иларион (Китиашвили)